# Liste der Studentenverbindungen in Lübeck
Die Liste der Studentenverbindungen in Lübeck verzeichnet die aktiven, suspendierten und erloschenen Studentenverbindungen in Lübeck, welche unterschiedlichen Korporationsverbänden angehören.

## Aktive Verbindungen
Die Sortierung erfolgt nach Gründungsdatum.
|  |
|  |
|  |
|  |
|  |

|  |
|  |
|  |
|  |
|  |

|  |
|  |
|  |
|  |
|  |

f.f. = farbenführend, ansonsten farbentragend

## Suspendierte und erloschene Verbindungen
Die Sortierung erfolgt nach Gründungsdatum.
|  |
|  |
|  |
|  |
|  |

|  |
|  |
|  |
|  |
|  |

|  |
|  |
|  |
|  |
|  |

|  |
|  |
|  |
|  |
|  |

f.f. = farbenführend, ansonsten farbentragend